# Павелецкий вокзал
Павеле́цкий вокза́л — один из десяти железнодорожных вокзалов Москвы, пассажирский терминал станции Москва-Пассажирская-Павелецкая. Расположен на Павелецкой площади, д. 1.

## Общие сведения
Павелецкий вокзал входит в Московскую региональную дирекцию железнодорожных вокзалов.
Станция Москва-Пассажирская-Павелецкая Московской железной дороги входит в Московско-Горьковский центр организации работы железнодорожных станций ДЦС-8 Московской дирекции управления движением.
По основному применению является пассажирской, по объёму работы — внеклассной. Является начальным пунктом Павелецкого направления МЖД. Является тупиковой (нетранзитной) станцией.
Связывает столицу со Средним и Нижним Поволжьем, Центральным Черноземьем и Южными регионами России, полностью обслуживает участок, проходящий через Узуново, Ожерелье, Павелец до Богоявленска и существенно разгружает пассажиропоток Казанского и Курского вокзалов, однако в перевозках дальнего следования используется не слишком интенсивно из-за инфраструктурной неразвитости отдельных участков магистрали. Также с вокзала идут пригородные электропоезда по Павелецкому направлению до станции Узуново. 3 августа 2002 года была открыта скоростная транспортная система (аэроэкспресс) Москва-Павелецкая — аэропорт Домодедово.

## История
Здание вокзала было построено в 1900 году для обслуживания Рязано-Уральской железной дороги по проекту архитекторов Н. А. Квашнина и Ю. Ф. Дидерихса. В отдельных сетевых публикациях утверждается, что здание вокзала было возведено в том же году, но по проекту архитектора А. Ф. Красовского.
Общество Рязанско-Уральской железной дороги в царской России управляло крупнейшей частной дорогой, которая связала 12 густонаселённых губерний. Но выхода в Москву дорога не имела. В связи с этим правление дороги выступило перед правительством с ходатайством дать разрешение на постройку ветки Павелец — Москва.
В мае 1897 года было получено разрешение Николая II на постройку линии. Постройка новой ветки была завершена в сжатые сроки: на 8,5 месяцев ранее назначенного. Однако построенная дорога не имела вокзала в Москве.
Торжественное открытие вокзала состоялось 1 сентября (14 сентября по новому стилю) 1900 года. По этому поводу был отслужен молебен с водоосвящением. На торжествах присутствовали главный инженер строительства В. В. Тимофеев, начальники служб, станционный персонал и представители делового мира — будущие грузоотправители.
Вокзал был построен по строительным канонам того времени: здание симметричное с повышенным центром, высокие окна, широкий и удобный подъезд. По главному фасаду со стороны площади были расположены входы, вестибюль, багажное отделение, залы для публики и помещения, назначение которых требует близости к залам: билетные кассы, телеграф, аптека и буфет. В центре высокий обширный операционный зал, отделявший помещения для пассажиров первого и второго классов от третьего класса.
Построено здание из кирпича на бутовом фундаменте в два этажа с третьим над средней купольной частью здания и с мансардами над боковыми выступающими частями. Длина вокзала составляла 83,7 м. Наружные стены имели толщину в 2,5 кирпича с изрядным запасом прочности для невысокого здания. Наружная поверхность стен облицована специальным кирпичом, цоколь — тёсаным камнем, вестибюль и карнизы в залах имели лепные украшения. Во всём чувствовалась основательность и солидность.
По фасаду вокзала со стороны железнодорожных путей были сосредоточены служебные помещения, место для жандармов, парадные царские комнаты и выходы на платформы. Для своего времени вокзал был достаточно удобен, рационально спланирован, имел оригинальную систему отопления и необыкновенно изящную башенку-амфору, игравшую роль флагштока.
Существует растиражированная в сети версия, что изначально вокзал назывался Саратовским, так как управление Рязано-Уральской дороги находилось в Саратове, и только после Великой Отечественной войны был переименован в Павелецкий по посёлку Павельцу Рязанской области, от которого была протянута финальная часть Рязано-Уральской железной дороги до Москвы. Однако в дореволюционных газетах, включая хронику наводнения в апреле 1908 года, вокзал назван Павелецким и под тем же названием он упоминается в издании «Иллюстрированный практический путеводитель по Москве» автора Г. Московича за 1908 год. а также в путеводителе за 1909 год под редакцией С. Литынского. На картах Москвы с 1901 года и по 1911 год включительно здание отмечено как вокзал Московско-Павелецкой железной дороги, либо как Павелецкий вокзал. Только с 1912 года вокзал отмечен на картах как Саратовский. Это дает основания считать, что название Саратовский не было первым и было официально закреплено за вокзалом не с самого начала его существования.
На вокзал 23 января 1924 года прибыл траурный поезд с телом В. И. Ленина (при этом на второй странице газеты «Известия» за 24.01.1924 в одном из репортажей вокзал назван Саратовским, а в другом — Павелецким, Владимир Маяковский в поэме «Владимир Ильич Ленин» (1924) пишет: «Это его несут с Павелецкого…»). В 1979—1980 годах слева от вокзала был построен павильон-музей «Траурный поезд В. И. Ленина». С 1941 по 1992 год площадь перед вокзалом называлась Ленинской в память о данном событии. В середине 1920-х годов и сам вокзал назывался Ленинским. Название это не прижилось, но осталось на старых картах Москвы того времени.
Павелецкий вокзал органично вписался в облик городской площади. Поэтому когда в начале 1980-х годов пришла пора генеральной реконструкции, требования к её проекту были весьма высоки: необходимо было обеспечить современные удобства пассажирам, и параллельно решить непростую градостроительную задачу: сохранить облик московской площади, оставить узнаваемым её силуэт, отложившийся в памяти москвичей.
Реконструкция проводилась трестом «Мострансстрой». Архитекторы А. Б. Гурков, С. Д. Кузнецова и А. Р. Воронцов успешно выполнили сложную творческую задачу, в основном сохранив стиль прежнего здания. При этом в новое здание был встроен вестибюль станции метро «Павелецкая» Замоскворецкой линии.
Капитально обновлённый Павелецкий вокзал открылся 3 ноября 1987 года.
Новый вокзал превысил старый в шесть раз по объёму и в четыре по пропускной способности, стал значительно удобнее и комфортнее. Теперь он в состоянии принять, обслужить и разместить в своих залах около 10 тыс. человек в час, это уровень весьма крупного транспортного комплекса.
| - Паровоз У127 в здании музея Московской железной дороги рядом с вокзалом - Вид на вокзал со стороны Павелецкой площади - Трамвай 71-931М «Витязь-М» у главного входа, 2020. - Фрагмент здания вокзала со стороны путей |

## Пути и пассажирские платформы
Павелецкий вокзал имеет 9 высоких пассажирских платформ (8 островных и 1 береговая) и 12 тупиковых путей (11 пассажирских и 1 почтово-багажный), начинающихся от вокзала в южном направлении. Отсчёт номеров платформ и путей ведётся в направлении с запада на восток. Самый крайний нулевой путь, расположенный возле здания почтово-багажного терминала, принимает только почтово-багажные поезда и не имеет платформы для пассажиров. Пути с нулевого по пятый расположены по два между платформами (платформа имеется с одной стороны), а с шестого по одиннадцатый — по одному (платформы с двух сторон)
Первая и вторая платформы не огорожены, а расположенные вдоль них пути с первого по четвёртый принимают только поезда дальнего следования. Платформы начиная с третьей расположены в огороженной заборами и турникетами платной пригородной зоне и принимают пригородные поезда, включая аэроэкспрессы, однако к третьей платформе могут прибывать поезда дальнего следования, как правило на пятый путь, для обеспечения свободного прохода к которым наряду с аэроэкспрессами временно открываются ворота между огороженной и неогороженной зоной. Аэроэкспрессы могут прибывать на пути с пятого по девятый, посадка осуществляется на платформах с третьей по седьмую. Среди всех платформ вокзала особенно выделяется шестая, расположенная между восьмым и девятым путями и используемая для пассажиров аэроэкспрессов: в отличие от остальных платформ проход на неё со стороны вокзала осуществляется свободно только из подземного вестибюля аэроэкспресса, однако также возможен проход на или с неё по переходным мостикам с соседних платформ.
| - Общий вид платформ вокзала - Платформа поездов дальнего следования - Платформы пригородных поездов, вид с шестой платформы - Павелецкая площадь и Павелецкий железнодорожный вокзал |

## Пассажирское движение
Пассажирский терминал Павелецкого вокзала обслуживает поезда дальнего следования и пригородные поезда, следующие на юг по Павелецкому направлению Московской железной дороги.

### Пассажиропоток
Наибольшее число пассажиров направления приходится на Павелецкий вокзал и составляет не менее 1000 чел. в час. В среднем за месяц пассажирским терминалом станции Москва-Павелецкая в 2018 году было обслужено 1 940 727 человек, из которых 1 648 903 пассажиров пришлось на пригородное и межрегиональное сообщение и 291 823 перевезено поездами дальнего следования.

### Дальнее следование
Поезда дальнего следования следуют с вокзала по Павелецкому направлению до крупной узловой станции Ожерелье. Далее небольшая часть поездов производит на ней смену электровоза на тепловоз и следует по ответвлению на Узловую до Липецка, но подавляющее большинство поездов следует по главному ходу через станцию стыкования Узуново, где производится смена электровоза, и далее через Михайлов и Павелец до Богоявленска, где с двухпутного ответвления заходят на магистральную двухпутную линию Рязань — Мичуринск и следуют на юг.
Поезда в южном направлении следуют через Мичуринск-Воронежский, отдельные составы через Мичуринск-Уральский и далее на Волгоград, либо на Воронеж или Ростов-Главный, Новороссийск, Адлер и Владикавказ.
Поезда в восточном направлении следуют через Мичуринск-Уральский на Тамбов, Ртищево, Балашов, Саратов, Балаково и далее на Астрахань.
Таким образом, маршруты поездов дальнего следования в значительной степени дублируют маршруты поездов Рязанского направления, следующих в направлении Мичуринска от Казанского вокзала через Рязань и сходящихся с поездами Павелецкого направления в Богоявленске.

#### Круизный поезд «Жемчужина Кавказа»
С апреля по октябрь регулярно курсирует туристический поезд РЖД «Жемчужина Кавказа» сообщением: Москва — Майкоп — Нальчик — Грозный — Махачкала — Дербент — Кисловодск — Москва.
Поезд отправляется по субботам с Павелецкого и прибывает на Киевский вокзал. Время в круизе 7 дней. Вагоны трёх классов (люкс, СВ, купейный), все они оборудованы системами кондиционирования, биотуалетами и розетками для зарядки гаджетов. В составе имеются бары, ресторан, караоке, душевые кабины. Стоимость экскурсий, трансфер и питание не привязаны к стоимости билета, пассажир самостоятельно выбирает предлагаемые сервисы в зависимости от собственных предпочтений.

### Основные направления
| Страна | Пункт назначения |
| ------ | --- |
| Россия | Адлер, Анапа, Астрахань, Балаково, Владикавказ, Волгоград, Воронеж, Дербент, Камышин, Кисловодск, Нальчик, Махачкала, Новороссийск, Пенза, Саратов, Тамбов |

### Пригородное сообщение
Пригородные электропоезда следуют от вокзала по главному ходу до станций Бирюлёво-Пассажирская, Домодедово, Барыбино, Михнево, Ступино, Кашира, Ожерелье и Узуново, а также по ответвлениям до платформы Аэропорт Домодедово (ответвление от одноимённой станции) и по выходным до станции Яганово Большого кольца МЖД (ответвление на восток от Михнево). Среди пригородных поездов экспрессы повышенной комфортности по главному ходу курсируют электропоезда РЭКС, делающие остановки на наиболее крупных и важных станциях, в аэропорт Домодедово курсируют безостановочные аэроэкспрессы. По состоянию на начало 2018 года с вокзала отправляется 83 стандартных электропоезда по будням (61 электропоезд по выходным) и 38 аэроэкспрессов.

### Перевозчики и расписание
| Перевозчик                                    | Дистанция                               | Расписание                                                        |
| --------------------------------------------- | --------------------------------------- | ----------------------------------------------------------------- |
| Российские железные дороги (ФПК)              | Дальнее следование                      | РЖД Архивная копия от 19 марта 2021 на Wayback Machine            |
| Центральная пригородная пассажирская компания | Межрегиональное и пригородное сообщение | ЦППК Архивная копия от 13 сентября 2018 на Wayback Machine        |
| Аэроэкспресс                                  | Межрегиональное и пригородное сообщение | Аэроэкспресс Архивная копия от 30 августа 2020 на Wayback Machine |

## Общественный транспорт

### Наземный
На этой станции можно пересесть на следующие маршруты городского пассажирского транспорта:
- Автобусы: 538, 913, с932, Б, н8
- Трамваи: А, 3, 38, 39

### Московский метрополитен
В здание Павелецкого вокзала встроен южный вестибюль станции метро «Павелецкая» Замоскворецкой линии, с которой в свою очередь можно перейти через подземный переход или через северный вестибюль на одноимённую станцию Кольцевой линии.
Своё название станция метро получила по названию вокзала, в здании которого находится её вестибюль. Открытие состоялось 20 ноября 1943 года одновременно со станцией «Новокузнецкая» на действующем участке «Площадь Свердлова» (ныне «Театральная») — «Завод им. Сталина» (ныне «Автозаводская»). Первоначально станция была построена пилонной двухсводчатой, в ходе реконструкции (1948—1959) была перестроена в колонную трёхсводчатую.
Изначально вестибюль, открытый в 1943 году вместе со станцией, представлял собой отдельно стоящий павильон кубической формы вблизи здания Павелецкого вокзала. В результате проведённой в 1980-х годах реконструкции вокзала вестибюль был наполовину снесён, его фасад встроен в ныне существующее здание Павелецкого вокзала, площадь которого увеличилась в 6 раз.
Одновременно был сооружён выход непосредственно в здание вокзала. В настоящее время сохранившийся фасад южного вестибюля можно увидеть внутри здания Павелецкого вокзала, через левую арку ныне осуществляется выход, а правая не задействована в работе метрополитена.

## В топонимике России
В честь Павелецкого вокзала были названы Павелецкая улица в Саратове и Астрахани, а также Павелецкий переулок в Астрахани. При этом, с 1972 года оба города связаны с вокзалом одним фирменным поездом. Обе улицы в своих городах располагаются в районах частной жилой застройки.

## В художественной литературе
- Павелецкий вокзал присутствует в романе Дмитрия Глуховского «Метро 2033».
- Под названием «Астраханский вокзал» выведен в одноимённой повести Леонида Словина.

## В кинематографе
- «Артистка из Грибова» (1988)
- «Роковая ошибка» (1988)
- «Паспорт» (1990)
- «Четыре таксиста и собака» (2004)
- «Парниковый эффект» (2005)

### Публицистика
- История вокзалов и станций | Павелецкий вокзал г. Москва. ОАО РЖД. Дата обращения: 30 мая 2018. Архивировано 27 марта 2018 года.
- Толстов Ю. Г. Линия Москва-Саратов с ветвями. Описание станций и их окрестностей. ruzgd.ru. Василий Зимин (2000). Дата обращения: 30 мая 2018. Архивировано 4 марта 2016 года.
- Дмитрий Завьялов. История электрификации железных дорог СССР. Дата обращения: 12 апреля 2018. Архивировано 31 января 2013 года.